# Университетская улица (Чебоксары)
Университе́тская у́лица — улица в Московском районе города Чебоксары Чувашской Республики, в западной части Северо-Западного микрорайона.

## Происхождение названия
Новая улица в северо-западном жилом массиве получила название 26 мая 1976 года. Название улицы было приурочено к открытию нового корпуса ЧГУ (Университетская ул., 38).

Новый корпус Чувашского государственного университета

## Здания и сооружения
- № 36, 38 — Новый корпус ЧГУ
- № 40 — Троллейбусный парк
- № 49 — АЗС

## Транспорт
- Автобус № 32/101, 42, 52, 101с
- Троллейбус № 1, 3, 4, 14, 17, 18, 21, 22
- Маршрутное такси № 12, 41

## Смежные улицы
- Проспект Максима Горького
- Московский проспект
- Улица Мичмана Павлова